# 1 Bataljon Parachutisten

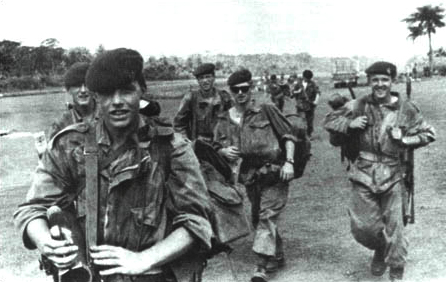
Soldaten van het Eerste Bataljon Parachutisten tijdens Operatie Rode en Zwarte Draak (1964)

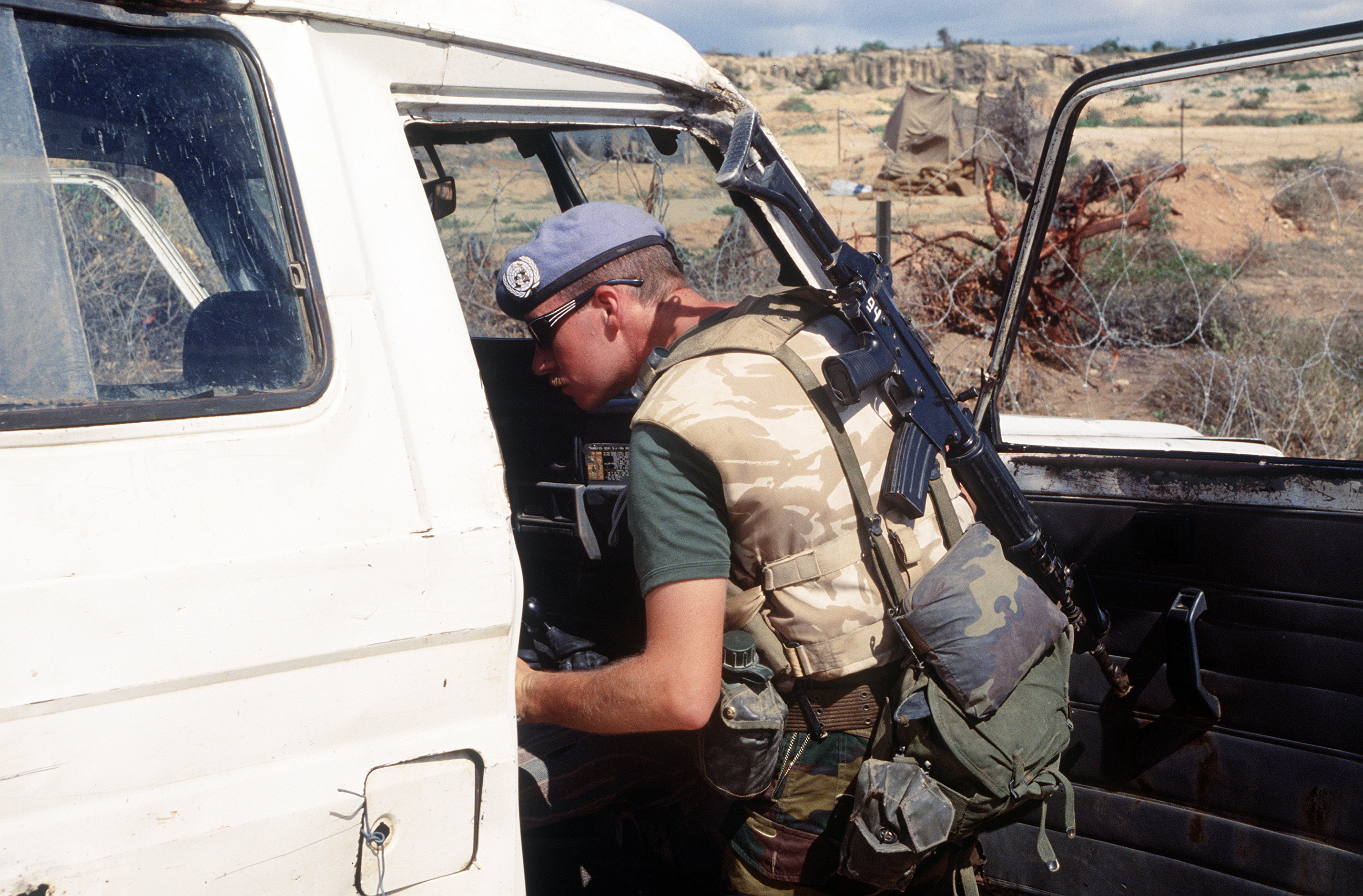
Een belgische paratrooper doorzoekt een voertuig in Somalië

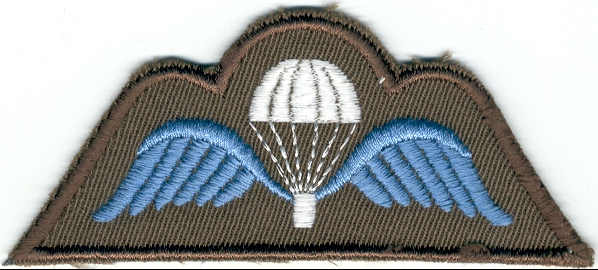
Badge van gekwalificeerde parachutisten

Het Eerste Bataljon Parachutisten (of 1 Bataljon Parachutisten) is een Belgische militaire eenheid. Het Eerste Bataljon Parachutisten (1 Para) was samen met het 2 Bataljon Commando's (2 Cdo) en het Derde bataljon para (3 Para) een van de drie bataljons gevechtsinfanterie van de Belgische Paracommando's.

## SAS
De wortels van 1 Para gaan terug naar het Escadron Parachutisten SAS, opgericht naar voorbeeld van de Engelse Special Air Service en het troetelkind van kolonel Eddy Blondeel, een Belgisch reserveofficier bij de artillerie. Zijn bijnaam was Captain Blunt, die hij te danken had aan zijn schuilnaam, gebruikt tijdens een van zijn opdrachten en die toen op zijn paspoort vermeld stond. Deze elite-eenheid zag het licht in Groot-Brittannië tijdens de Tweede Wereldoorlog. Vanaf juli 1944 werden de Belgische SAS-parachutisten ingezet tijdens de strijd in Europa. De eenheid voerde in het bezette Frankrijk, België en Nederland veertien SAS-operaties uit.
Hoogeveen werd op 10 en 11 april bevrijd door het 1st Belgium SAS Parachute Regiment en de XII Manitoba Dragoons uit Canada. Op 10 april bevrijden de Belgen de gebieden rond Nieuwlande, Elim, Nieuw Moscou, Hollandscheveld, Nieuweroord, Krakeel en Noordscheschut. Er waren enkele vuurgevechten. Er kwamen twee geallieerden en een Duitse soldaat om het leven. Een derde stierf bij een ongeval. De Belgische bevrijders van Hoogeveen kregen in Drenthe maar moeizaam enige erkenning. Pas in 2013 wordt een plaquette onthuld door de burgemeester van Hoogeveen en een veteraan.
In december 1944 worden ze omgevormd tot een SAS-Escadron met gepantserde jeeps en ingezet tijdens het Ardennenoffensief. Na het einde van de Tweede Wereldoorlog kregen ze een opdracht van Counter Intelligence (opsporen en aanhouden van nazi-oorlogsmisdadigers).
Na de oorlog wilde men de toekomst van deze uitgesproken gevechtseenheid veiligstellen. Men wilde dezelfde opleidingsvoorwaarden die golden in Groot-Brittannië aanhouden, de rekrutering van nieuwe dienstplichtige militairen moest gewaarborgd worden en men kon rekenen op de ervaring van enkele instructeurs-veteranen van de campagnes tijdens de oorlog. In Westmalle werd een opleidingscentrum SAS opgericht, die later verhuisde naar Poulseur. In Schaffen werd een Parachutageschool opgericht, met medewerking van de Britten en de Belgische Luchtmacht. In september 1947 gingen daar de eerste vliegtuigsprongen door, in november volgen de eerste ballonsprongen.

## Bataljon
In 1951 veranderde het 1ste Regiment Parachutisten van naam: vanaf dan spreekt men van het 1ste Bataljon Parachutisten en in 1953 verhuisde het bataljon van Leopoldsburg naar de Citadel van Diest, waar ze tot hun ontbinding bleven. Door samenvoeging van het 1ste Bataljon Parachutisten, het 2de Bataljon Commando's en het Trainingscentrum voor Parachutisten richtte men het Regiment Para-Commando op. Men streefde naar een uniforme opleiding van de Rode en Groene Mutsen. Vanaf 1954 werd dit een feit.
In het kader van een transformatie bij Defensie werd het 1 Bataljon Parachutisten ontbonden op 1 juli 2011 en vanaf maandag 25 oktober 2010 begon men met de overplaatsing van het overgrote deel van de parachutisten naar hun nieuwe eenheid.
De Nederlandstalige 21 compagnie (vroeger 1 Para) maakt nu deel uit van het 3 Bataljon Parachutisten in Tielen en de Franstalige 13 compagnie wordt overgeplaatst naar het 2 Bataljon Commando in Flawinne. Andere paracommando’s werden overgeplaatst naar het Trainingscentrum voor Parachutisten in Schaffen, de Special Forces Group (SFG) in Kwartier Cdt de Hemptinne in Heverlee, anderen naar het hoofdkwartier van het Regiment Para Commando in Evere, of het Trainingscentrum voor Commando’s in Marche-les-Dames. Sommigen gingen naar een andere niet-paraeenheid. Vanaf die datum beschikt het Regiment Para-Commando nog over twee paracommando-eenheden: het 3 Para en het 2 Commando.